# Kulturní asimilátor
Kontakt mezi různými osobami patřícími do jiných kulturních skupin a jejich snahy o politickou a hospodářskou integraci, mezinárodní spolupráci a technickou pomoc jsou čím dál více častější. I přesto tato interakce způsobuje bariéry a ty vytvářejí velké potíže. Proto byla v roce 1969 Wightem vytvořena kniha Handbook of cross-cultural training, která měla tyto problémy a potíže vyřešit a překonat. Jedna z těchto metod, která se zdála být nejúčinnější je právě kulturní asimilátor.

## Kulturní asimilátor
Kulturní asimilátor jako metoda je velmi často používán při přípravě zaměstnanců různých firem, které jednají se zahraničními partnery či kohokoli, kdo vyjíždí na delší pobyt do cizí země. Tahle metoda je podle mnoha studií velice efektivní. Avšak samotný název – kulturní asimilátor – může mást, jelikož to není přesný název. Kulturní asimilátor je především proces přizpůsobení se do jiné kultury. Hlavním cílem tohoto směru je schopnost člověka pochopit kulturu hostitelské země z pohledu domorodců.
Velkou výhodou toho tréninku je zejména jeho časová nenáročnost. Jak již bylo řečeno, protože se tahle metoda velice osvědčila, existuje ohromné množství různých programů, které jsou určeny pro manažery, obchodníky, ale také pro studenty. Dalším kladem tréninku je zvyšující se vnímavost člověka během komunikace s příslušníky cizí kultury a to je jeden z nejzásadnějších aspektů pro rozvoj interkulturní kompetence.

## Historie
Kulturní asimilátory tohoto typu se začaly vytvářet na začátku šedesátých let. Byly tvořeny zejména psychologem H. Trianadisem ve Spojených státech. Tyto asimilátory byly představeny a sloužily Američanům při přípravě na jejich pobyty v cizích státech, které měly odlišnou kulturu. Díky úspěšnosti se v 80. letech začal kulturní asimilátor rozvíjet dvěma způsoby.
Kulturní asimilátor se začal používat jako kulturně specifický asimilátor a kulturně univerzální asimilátor. Oba dva asimilátory jsou založené na stejných principech. Kulturně univerzální asimilátor se používá při přípravě na dlouhodobý pobyt v libovolné cizí kultuře. Kulturně specifický asimilátor se soustředí na situace, kde se střetávají dvě kultury, příkladem mohou být američtí obchodníci, kteří jednají se zástupci arabskými zemí. Také existují varianty v podobě počítačových asimilátorů.

## Kulturně univerzální asimilátor
Kulturně univerzální asimilátor využívá stejné principy jako asimilátor kullturně specifický. Struktura se skládá z celkem 110 kritických situací, a ty obsahují 18 domén, které jsou důležité pro zvýšení kulturní senzitivnosti. Příkladem mohou být předsudky, úzkost a její projevy nebo egocentrismus. Fakt, že byl kulturně univerzální asimilátor úspěšný dokazuje řada studií – Cushner and Brislin, 1996 nebo Cushner, 1989. Hojně využíván je například ve Spojených státech amerických a v anglicky mluvících zemích.

## Kulturně specifický asimilátor
Kulturně specifický asimilátor využívá při tréninku mnoho situací ze života a to zejména mnoho nejednoznačných a také konfliktních situací. Během toho dochází  ke střetu domácí (hostitelské) kultury a kultury návštěvníků. Úkolem trénovaného je porozumět scénáři, který dostal a vybrat z nabízených možností správné vysvětlení nedorozumění a zjistit příčiny, kvůli kterým konflikt nastal. Ze všech odpovědí, které jsou nabízené je pouze jediná správná a ta popisuje vysvětlení situace typické pro příslušníka cizí kultury a zbylé tři odpovědi souvisejí se znaky kultury trénovaného. Situace jsou vybírány zejména kvůli tomu, aby se zde ukázaly nejtypičtější a velmi významné rozdíly mezi sledovanými kulturami. Příkladem jsou situace, kterých se návštěvníci bojí po příjezdu do určité země – konfliktní situace. Další důležitým faktorem je získat z modelové situace co nejvíce informací o kultuře. Jedná se zejména o zvyky, zvláštnosti v případě neverbální komunikace nebo třeba rozdíly v sociálních rolích. Inspirace je čerpána například z historické literatury, vlastního pozorování nebo ze zážitků už zúčastněných v tréninku. Důraz se také klade na rozdíly individualistických a kolektivistických kultur. V případě, že trénovaný nevybere tu jedinou správnou, ale jednu ze tří špatných odpovědi, má za úkol znovu vyhledat správnou interpretaci.

## Příklad kulturního asimilátoru
Jako příklad lze uvést následující situaci:
Thajský administrátor měl sjednanou schůzku se dvěma asistenty. Oba dva na něj čekali přes hodinu v meetingové místnosti. Když administrátor přišel, ani se neomluvil a choval se jako kdyby přišel včas. Asistenti byli samozřejmě velice naštvaní, ale začali beze slov společně pracovat na projektu, kvůli kterému se sešli.
Jak už bylo zmíněno, situace má celkem 4 odpovědi a pouze jedna je správná.  Každá odpověď by měla být také popsána, neboť je důležité vysvětlit správnosti a  nesprávnosti odpovědi a  pomoct tak trénovanému vytvořit základní strukturu pro zvládání podobných situací.
Otázka tedy zní: Vezmeme-li v úvahu výše popsanou situaci asistentů a jejich schůzky s administrátorem, jakou z uvedených možností, která popisuje hlavní význam chování zapojených byste vybrali?
1. odpověď – chování asistentů bylo zdvořilé, neboť neprojevili své rozhořčení a neprojevili své emoce.
2. odpověď – administrátor si pravděpodobně nebyl vědom toho, že přišel pozdě.
3. odpověď – v Thajsku je zvykem chovat respekt a úctu k nadřízeným, a to pokud možno za jakékoli situace.  
4. odpověď- Neboť nikdo z účastníků schůzky nekomentoval pozdní příchod administátora, bude celá situace brána jako standardní, tedy v pořádku.
Po výběru jedné z odpovědí následuje vysvětlení:
1. odpověď - chování asistentů bylo zdvořilé, neboť neprojevili své rozhořčení a neprojevili své emoce.
Pro Thajce je přirozené zůstat zdrženliví a odměření za každé situace. Umí-li člověk dobře nedávat najevo své pocity, často ani nepoznáme, zdali je jeho chování upřímné.
2. odpověď - administrátor si pravděpodobně nebyl vědom toho, že přišel pozdě.
Tohle je velice chabá odpověď. Pokud se administrátor choval, jako že si není vědom svého pozdního příchodu a to i po zkontrolování času, můžeme jej podezírat, že to pouze hrál.
3. odpověď -  v Thajsku je zvykem chovat respekt a úctu k nadřízeným, a to pokud možno za jakékoli situace. Tato třetí možnost je ta správná. Chování úcty k nadřízenému se najde všude na světě, ale porovnáváme-li Thajsko a například Spojené státy americké, Thajsko je v tomto směru mnohem více striktní než USA.
4. odpověď - Neboť nikdo z účastníků schůzky nekomentoval pozdní příchod administátora, bude celá situace brána jako standardní, tedy v pořádku.
Pro Thajce je toto chování typické, nicméně asistenti byl velmi rozhořčení. Nyní se naskýtá otázka, proč přesto mlčeli.